# Juan Alonso y Ocón
Juan Alonso y Ocón (21 de março de 1597 – 12 de outubro de 1656) foi um prelado católico romano que serviu como arcebispo de La Plata o Charcas de 1651 a 1656, bispo de Cuzco de 1642 a 1651 e bispo de Iucatão de 1638 a 1642.

## Sucessão episcopal
Enquanto bispo, foi o consagrador principal de:
- Mauro Diego de Tovar y Valle Maldonado, Bispo de Caracas, Santiago de Venezuela (1639);

e o co-consagrador principal de:
- Diego Rueda Rico (1639);
- Francisco Diego Alarcón y Covarrubias (1639);
- Cesare Facchinetti (1639);
- Juan Coello Ribera y Sandoval (1639);
- Mendo de Benavides (1639); e
- Juan de Palafox y Mendoza (1639).